# Tomasz Łosowski 30-lecie
Tomasz Łosowski 30-lecie – czwarty album Tomasza Łosowskiego, wydany w roku 2021 nakładem wydawnictwa MTJ.
Płyta została wydana na jubileusz 30-lecia działalności artystycznej Tomasza Łosowskiego. Kompilację promuje premierowy singel „Życie, hej, to ja!”.

## Lista utworów
Źródło:.
CD 1
1. „Walka światów” (Live 2005) (wyk. Kombi; muz. Sławomir Łosowski) – 4:13
2. „Funk Magic” (wyk. i muz. Tomasz Łosowski) – 6:23
3. „Najlepszy przyjaciel” (wyk. Sławomir Łosowski, Tomasz Łosowski; muz. Tomasz Łosowski) – 4:02
4. „Latin’s Heart” (wyk. i muz. Tomasz Łosowski) – 4:59
5. „Moja Afryka” (wyk. i muz. Tomasz Łosowski) – 4:27
6. „5/8 Grove” (wyk. i muz. Tomasz Łosowski) – 5:06
7. „Wspomnienia z pleneru” (Live 2016) (wyk. Kombi; muz. Sławomir Łosowski) – 3:51
8. „Don’t Stop Now” (wyk. Tomasz Łosowski, Tomasz Świerk; muz. Tomasz Łosowski) – 5:16
9. „Łosowski’s Family” (wyk. Tomasz Łosowski, Sławomir Łosowski; muz. Tomasz Łosowski) – 6:37
10. „Obietnica” (Live 2005) (wyk. Tomasz Łosowski, Sławomir Łosowski; muz. Sławomir Łosowski) – 4:52
11. „California” (wyk. i muz. Tomasz Łosowski) – 5:53
12. „The Soldier” (wyk. Quartado; muz. Jan Rejnowicz) – 9:57
13. „Solo Tomek” (live z koncertu z okazji 40-lecia zespołu Kombi, 2016) (wyk. i muz. Tomasz Łosowski) – 4:54

CD 2
1. „Jeff and John” (wyk. Tomasz Łosowski, Wiktor Tatarek, Wojciech Pilichowski; muz. Tomasz Łosowski) – 6:38
2. „Song for Monika” (wyk. Quartado; muz. Tomasz łosowski) – 6:14
3. „Komputerowe serce” (live 2005) (wyk. i muz. Sławomir Łosowski) – 7:34
4. „Życie wieczne” (wyk. Tomasz Łosowski, Michał Grott; muz. Tomasz Łosowski) – 5:42
5. „Mała cicha wioseczka” (wyk. i muz. Tomasz Łosowski) – 4:54
6. „Przytul mnie” (live 2019) (wyk. Kombi; muz. Sławomir Łosowski; sł. Marek Dutkiewicz) – 5:25
7. „Czasoprzestrzeń” (wyk. i muz. Tomasz Łosowski) – 7:15
8. „Double Escape” (wyk. Tomasz Łosowski; muz. Piotr Lemańczyk) – 6:09
9. „Voyage” (wyk. Orange Trane; muz. K. Baron; aranż. Piotr Lemańczyk) – 5:00
10. „Yellow Trane” (wyk. Piotr Lemańczyk Electric Band; muz. Piotr Lemańczyk) – 5:25
11. „L. E. B. II” (wyk. Piotr Lemańczyk Electric Band; muz. Piotr Lemańczyk) – 6:53
12. „Życie, hej, to ja!” (bonus) (wyk. Tomasz Łosowski, Justyna Panfilewicz; muz. Tomasz Łosowski; sł. Jacek Cygan) – 4:25

## Twórcy
Źródło:.
- Tomasz Łosowski – perkusja, instr. klawiszowe, programowanie

oraz
- Sławomir Łosowski – syntezatory, instr. klawiszowe (utwory 1, 3, 7, 9, 10, 16, 19)
- Aga Burcan – wokalizy (utwór 2)
- Karol Kozłowski – bas (utwory 2, 7, 12, 15, 19)
- Wiktor Tatarek – gitara (utwory 2, 14)
- Łukasz Rutkowski – bas (utwór 3)
- Jan Rejnowicz – instr. klawiszowe (utwory 4, 12, 15)
- Wojciech Olszak – syntezatory, instr. klawiszowe (utwory 4, 11, 14)
- Anna Świątczak – wokale, chórki (utwór 5)
- Wojciech Pilichowski – bas (utwory 5, 11, 14, 18, 25)
- Michał Kusz – gitara (utwór 5)
- Larry Okey Ugwu – wokale, głosy (utwór 5)
- Piotr Sutt – konga (utwór 5)
- Dariusz Krupa – gitara (utwór 6)
- Piotr Żaczek – bas (utwór 6)
- Tomasz Świerk – inst. klawiszowe, prog. instr. klawiszowych (utwór 8)
- Weronika Korthals – wokale, chórki (utwory 11, 18)
- Marcin Nowakowski – saksofon (utwór 11)
- Marcin Wądołowski – gitara (utwory 12, 15, 23)
- Michał Grott – bas (utwór 17)
- Joanna Łosowska – flet (utwór 18)
- Adam Wendt – saksofon (utwór 18)
- Sławomir Jaskułke – syntezator (utwór 18)
- Leszek Możdżer – piano Rhodes (utwór 19)
- Zbigniew Fil – wokalizy (utwór 20)
- Łukasz Dudewicz – bas (utwór 20)
- Piotr Lemańczyk – kontrabas (utwór 21, 22, 23, 24)
- Szymon Łukowski – saksofon (utwory 21, 24)
- Dominik Bukowski – wibrafon, xylosynth (utwór 22)
- Cezary Paciorek – Fender Rhodes (utwór 24)
- Justyna Panfilewicz – wokal (utwór 25)
- Jacek Królik – gitara (utwór 25)